# تایگا ایشیاورا
تایگا ایشیاورا (ژاپنی: 石浦 大雅؛ زادهٔ ۲۲ نوامبر ۲۰۰۱) یک بازیکن فوتبال اهل ژاپن است.
از باشگاه‌هایی که در آن بازی کرده‌است می‌توان به باشگاه فوتبال توکیو وردی اشاره کرد.